# Frederick Lansing

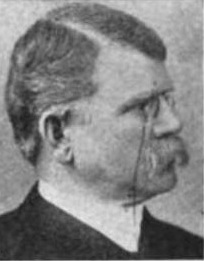
Frederick Lansing (1914)

Frederick Lansing (* 16. Februar 1838 in Manheim, New York; † 31. Januar 1894 in Watertown, New York) war ein US-amerikanischer Jurist und Politiker. Zwischen 1889 und 1891 vertrat er den Bundesstaat New York im US-Repräsentantenhaus.

## Werdegang
Frederick Lansing wurde ungefähr acht Jahre vor dem Ausbruch des Mexikanisch-Amerikanischen Krieges im Herkimer County geboren. Er besuchte die Little Falls Academy. Dann studierte er Jura. Nach dem Erhalt seiner Zulassung als Anwalt 1859 begann er in Watertown zu praktizieren. Während des Bürgerkrieges diente er in der 8. New York Cavalry. Er war vom 23. Juni bis zum 11. Oktober 1863 stellvertretender Adjutant in diesem Regiment. Zwischen 1881 und 1885 saß er im Senat von New York. Politisch gehörte er der Republikanischen Partei an.
Bei den Kongresswahlen des Jahres 1888 für den 51. Kongress wurde Lansing im 22. Wahlbezirk von New York in das US-Repräsentantenhaus in Washington, D.C. gewählt, wo er am 4. März 1889 die Nachfolge von Abraham X. Parker antrat. Er schied nach dem 3. März 1881 aus dem Kongress aus.
Am 31. Januar 1894 starb er in Watertown und wurde auf dem Brookside Cemetery beigesetzt.